# Ahmed Awad (Fußballspieler)
Ahmed Awad Mohammad (arabisch أحمد عواد محمد; * 1. Juni 1992 in Tiberias, Israel) ist ein schwedisch-palästinensischer Fußballspieler.

## Karriere

### Verein
Ahmed Awad erlernte das Fußballspielen in den schwedischen Jugendmannschaften von Dalkurd FF und IK Brage. Seinen ersten Vertrag unterschrieb im Januar 2011 bei seinem Jugendverein Dalkurd FF in Uppsala. Die Mannschaft spielte in der dritten schwedischen Liga. Nach 39 Drittligaspielen, in denen er elf Treffer erzielte, wechselt er im März 2013 für eine Spielzeit zum Zweitligisten IFK Värnamo. Für den Verein aus Värnamo bestritt er 22 Zweitligaspiele. Im Februar 2014 kehrte er zu Dalkurd zurück. Am Ende der Saison 2015 wurde er mit dem Verein Meister der Region Nord und stieg in die zweite Liga auf. Die Saison 2017 schloss er mit dem Verein aus Vizemeister ab und stieg somit in die erste Liga auf. Nach einem Jahr musste er mit dem Verein 2018 wieder in die zweite Liga absteigen. Nach insgesamt 145 Ligaspielen wechselte er im Februar 2020 zum ebenfalls in der zweiten Liga spielenden Västerås SK. Nach 13 Ligaspielen unterschrieb er in Östersund einen Vertrag beim Erstligisten Östersunds FK. Nach 15 Ligaspielen kehrte er im März 2022 zu seinem ehemaligen Verein Dalkurd FF. Über den Drittligisten Ariana FC aus Malmö, wo er von Februar 2023 bis Dezember 2024 spielte, zog es ihn im Januar 2025 nach Thailand. Hier unterschrieb er in der Hauptstadt Bangkok einen Vertrag beim Zweitligisten Police Tero FC. Nach zwölf Ligaspielen wurde sein Vertrag im Sommer 2025 nicht verlängert.

### Nationalmannschaft
Ahmed Awad spielte von 2016 bis 2018 viermal in der Nationalmannschaft von Palästina.

## Erfolge
Dalkurd FF
- Schwedischer Zweitligavizemeister: 2017  ▲
- Schwedischer Drittligameister (Nord): 2015  ▲

## Sonstiges
Ahmed Awad wuchs in Schweden als Sohn palästinensischer Eltern auf.